# 아시아 생산성 기구
아시아 생산성 기구(Asian Productivity Organization, APO)는 아시아 태평양 지역의 생산성 향상을 위해 설립된 비영리 국제기구이다. APO는 1961년에  설립되었으며 설립 이후 아시아 태평양 지역의 지속가능한 사회경제 발전을 위한 생산성 향상 활동을 하고 있다. 현재 회원국은 21개국이며 각 회원국들은 APO의 3대 전략 방향을 중심으로 활동을 펼치고 있다: 첫째, 각국 생산성본부의 강화와 중소기업과 각국의 지역 공동체의 발전; 둘째, 혁신중심의 생산성 향상의 촉진, 셋째, 녹색 생산성 기술의 보급이다. 최근 APO는 농업, 공업 그리고 서비스업 부문의 지속적인 생산성 향상을 위한 활동을 중점적으로 시행하고 있다. 2025년 현재 사무총장은 인드라 프라다나 싱가위나타 (Dr. Indra Pradana Singawinata)이다.

## 기원
아시아 지역의 생산성 향상을 위한 국제기구 설립은 1959년 동경에서 열린 아시아 생산성 회담에서 제안되었으며 그 이후 1961년 5월 11일 APO는 공식적으로 설립됨과 함께 1967년 일본 정부는 APO를 공식적인 국제 기구로 승인하였다.

## 가맹국
아시아 생산성 기구의 가입은 다음의 두 가지 최소 조건을 충족해야 한다:  United Nations Economic and Social Commission for Asia and the Pacific (UNESCAP)의 회원국일것, 그리고 APO기구의 기존 회원국들과 원만한 협력 관계를 유지할 것.
아시아 생산성 기구의 가맹국은 1961년 설립년도부터 꾸준히 증가하는 추세이다.
- 방글라데시 1982
- 캄보디아 2004
- 중화민국 1961
- 피지 1984
- 홍콩 1963
- 인도 1961
- 인도네시아 1968
- 이란 1965
- 일본 1961
- 대한민국 1961
- 라오스 2002
- 말레이시아 1983
- 몽골 1992
- 네팔 1961
- 파키스탄 1961
- 필리핀 1961
- 싱가포르 1969
- 스리랑카 1966
- 터키 2020
- 태국 1961
- 베트남 1996

## 정부들과 기타 국제기구들과의 관계
APO의 활동이 국제 협력분야와 밀접한 이유에 의해 APO는 여러 정부기관들과 국제기구와 우호적인 관계를 유지하고 있다.
APO와  협력하거나 APO의 활동을 지원하는 국제기구 그리고 정부기관들은 다음과 같다:
- 아시아개발은행 (Asian Development Bank Institute, ADBI)
- 동남아시아 국가 연합 (Association of South-East Asian Nations, ASEAN)
- 코넬 대학교
- 주식회사국제협력은행 (통상: 일본 국제 협력 은행, Jp: 株式会社国際協力銀行, En: Japan Bank for International Cooperation, JBIC)
- 독립행정법인국제협력기구 (통상: 일본 국제 협력 기구, Jp: 独立行政法人国際協力機構, En: Japan International Cooperation Agency, JAICA)
- 게이오기주쿠 대학
- 일본 농림수산성
- 일본 경제산업성
- 일본 외무성
- 경제 협력 개발 기구 (Organization for Economic Co-operation and Development, OECD)
- 국제 연합 개발 계획 (United Nations Development Program, UNDP)
- 국제 연합 공업 개발 기구 (United Nations Industrial Development Organization, UNIDO)
- 미국 국제개발청 (United States Agency for International Development, USAID)
- 세계은행 (World Bank)